# Albânia nos Jogos Olímpicos de Verão da Juventude de 2014
A Albânia competiu nos Jogos Olímpicos de Verão da Juventude de 2014, em Nanquim, China, entre 16 e 28 de Agosto de 2014. Não conquistou qualquer medalha.

## Atletismo
A Albânia qualificou dois atletas.
Legenda: Q=Final A (medalhas); qB=Final B (sem medalhas); qC=Final C (sem medalhas); qD=Final D (sem medalhas); qE=Final E (sem medalhas)
Rapazes
Eventos de campo
| Atleta      | Evento       | Qualificação | Qualificação  | Final     | Final         |
| Atleta      | Evento       | Distância    | Classificação | Distância | Classificação |
| ----------- | ------------ | ------------ | ------------- | --------- | ------------- |
| Saud Bashku | Salto triplo | 13.69        | 16 qB         | DNS       | DNS           |

Raparigas
Eventos de pista
| Atleta      | Evento | Mangas    | Mangas        | Final     | Final         |
| Atleta      | Evento | Resultado | Classificação | Resultado | Classificação |
| ----------- | ------ | --------- | ------------- | --------- | ------------- |
| Eneda Deliu | 200 m  | 27.31     | 19 qC         | DNS       | DNS           |

## Ciclismo
A Albânia qualificou-se com uma equipa de rapazes e outra de raparigas, com base nas classificações da UCI.
Equipa
| Atletas                       | Evento                  | Eliminatórias BTT | Eliminatórias BTT | Contra-relógio | Contra-relógio | Contra-relógio | BMX           | BMX    | Corrida BTT | Corrida BTT   | Corrida BTT | Corrida de estrada | Corrida de estrada | Corrida de estrada | Pts Totais | Classificação |
| Atletas                       | Evento                  | Classificação     | Pontos            | Tempo          | Classificação  | Pontos         | Classificação | Pontos | Tempo       | Classificação | Pontos      | Tempo              | Classificação      | Pontos             | Pts Totais | Classificação |
| ----------------------------- | ----------------------- | ----------------- | ----------------- | -------------- | -------------- | -------------- | ------------- | ------ | ----------- | ------------- | ----------- | ------------------ | ------------------ | ------------------ | ---------- | ------------- |
| Ridion Kopshti Realdo Ramaliu | Equipas masculinas team | 28                | 0                 | 5:27.95        | 21             | 0              | 24            | 0      | -4 voltas   | 28            | 0           | 1:37:23 1:37:54    | 17 42              | 0                  | 0          | 27            |

Estafeta mista
| Atletas                                                                                           | Evento            | Corrida BTT feminina | Corrida BTT masculina | Corrida de estrada masculina | Corrida de estrada feminina | Tempo total | Classificação |
| ------------------------------------------------------------------------------------------------- | ----------------- | -------------------- | --------------------- | ---------------------------- | --------------------------- | ----------- | ------------- |
| ESP Maria Rodriguez Navarrete ALB Realdo Ramaliu ALB Ridion Kopshti ESP Elisabet Escursell Valero | Revezamento misto | 3:31                 | 3:29                  | 5:52                         | 6:41                        | 19:33       | 18            |

## Natação
A Albânia qualificou uma nadadora.
Raparigas
| Atleta      | Evento         | Manga   | Manga         | Final           | Final           |
| Atleta      | Evento         | Tempo   | Classificação | Tempo           | Classificação   |
| ----------- | -------------- | ------- | ------------- | --------------- | --------------- |
| Noel Borshi | 200 m mariposa | 2:23.13 | 26            | Não foi apurada | Não foi apurada |

Legenda
| Recorde mundial      | Recorde mundial (World record)               |                       | Recorde africano                      | Recorde africano (African) |                                           | Q | Classificado por posição (Qualified) |
| Recorde olímpico     | Recorde olímpico (Olympic record)            | Recorde da América    | Recorde da América (Americas)         | q                          | Classificado por melhor tempo (Qualified) |   |                                      |
| Melhor marca do ano  | Melhor marca do ano (World leading)          | Recorde asiático      | Recorde asiático (Asian)              | DNS                        | Não largou (Did not start)                |   |                                      |
| Recorde nacional     | Recorde nacional (National record)           | Recorde europeu       | Recorde europeu (European)            | DNF                        | Não terminou (Did not finish)             |   |                                      |
| Recorde pessoal      | Recorde pessoal do atleta (Personal best)    | Recorde da Oceania    | Recorde da Oceania (Oceania)          | DSQ / DQ                   | Desclassificado (Disqualified)            |   |                                      |
| Recorde da temporada | Recorde da temporada do atleta (Season best) | Recorde sul-americano | Recorde sul-americano (South America) | NM                         | Sem marca (No mark)                       |   |                                      |